# Бізенґаст
Бізенґаст (англ. Bizenghast) — містична манґа, намальована манґакою «М. Еліс Легроу», про дівчинку, що переїхала до міста Бізенґаст, і її містичні приґоди в цьому місті.

## Сюжет
Діна разом із тіткою переїжджає до міста Бізенґаст після дивної автокатастрофи, у якій загинули її батьки. Там вона потрапляє у вир містичних подій. І щоб залишитися живою, дівчина разом зі своїм другом повинна врятувати загиблі душі…

## Персонажі
- Діна — дівчинка, що вимушена рятувати загиблі душі.
- Тітка Діни — піклувалася про неї після смерті її батьків.

## Видання

### Список томів
| - 01: «The Sickness» - 02: «The Gilded Cage» - 03: «The Stranglehold» - 04: «The Coming Storm» | - 05: «The Fairywaters» - 06: «The Wild Beast» - 07: «The Angel in Disguise» |

| - 01: «Curiouser and Curiouser» - 02: «The Sickness» - 03: «The Quarrel» | - 04: «The Plague-Bearer» - 05: «The Apple of Life» - 06: «The Lady of the Lake» |

| - 01: «The Pleasure Palace» - 02: «The Night Watch» - 03: «The Fly-Trap» | - 04: «The Blind» - 05: «The Sinful Vanities» - 06: «The Unmasking» |

| - 01: «The Perfect Woman» - 02: «The Pariah» - 03: «The Hidden Prophecy» | - 04: «The Hunt» - 05: «The Hunted» - 06: «The Road Beyond» |

| - 01: «The Family Shunned» - 02: «The Death Wish» - 03: «The Prince Returns» | - 04: «The 13th Arcana» - 05: «The Angel Speaks» |

| - 01: «The Modern Temple» - 02: «The Troubling Dream» - 03: «The Empty Nest» | - 04: «The Madness» - 05: «The Hidden Nursery» - 06: «The Second Rising» |

| - 01: «Trials of Dinah, Part One: The Beloved Queen» - 02: «The Mausoleum's Day off» - 03: «The Imaginary Court» |